# Sauvoy
Sauvoy là một commune thuộc tỉnh Meuse trong vùng Grand Est đông nam nước Pháp.